# أليسون هاموند
أليسون هاموند (بالإنجليزية: Alison Hammond)‏ هي مقدمة تلفزيونية وممثلة بريطانية، ولدت في 5 فبراير 1975 في برمنغهام في المملكة المتحدة.

## أعمال

### أفلام
- فندق ترانسيلفانيا 3: عطلة متوحشة

## وصلات خارجية
- أليسون هاموند على موقع IMDb (الإنجليزية)
- أليسون هاموند على موقع ميتاكريتيك (الإنجليزية)
- أليسون هاموند على موقع قاعدة بيانات الفيلم (الإنجليزية)